# Dugald Stewart
Dugald Stewart   (Edimburg, 22 de novembre de 1753 - Edimburg, 11 de juny de 1828) fou un filòsof escocès, nascut a Edimburg.

## Vida i obra
El seu pare, Matthew Stewart, era professor de matemàtiques a la universitat d'Edimburgi ell va ser escolaritzat a la Royal High School d'Edimburg fins que el 1765 es va matricular a la universitat d'Edimburg on va estudiar grec clàssic, lògica, física i, probablement, filosofia moral, no constant que estudiés matemàtiques amb el seu pare. Després de graduar-se el 1769 a Edimburg, el curs 1771-72 va estar a la universitat de Glasgow per assistir a les classes de Thomas Reid.
En retornar a Edimburg el seu pare el va contractar com professor assssitent de matemàtiques a la universitat i el 1775 va passar a ser professor associat de matemàtiques. El 1785, en marxar Adam Ferguson, va ser nomenat catedràtic de filosofia moral, càrrec que va mantenir fins al 1810, quan es va haver de retirar per malaltia. Va dedicar els darrers anys de la seva vida, fins a la seva mort el 1828, en escriure la major part de les seves obres publicades.
En morir, va ser enterrat al cementtri de Canongate, molt a la vora de la tomba d'Adam Smith.

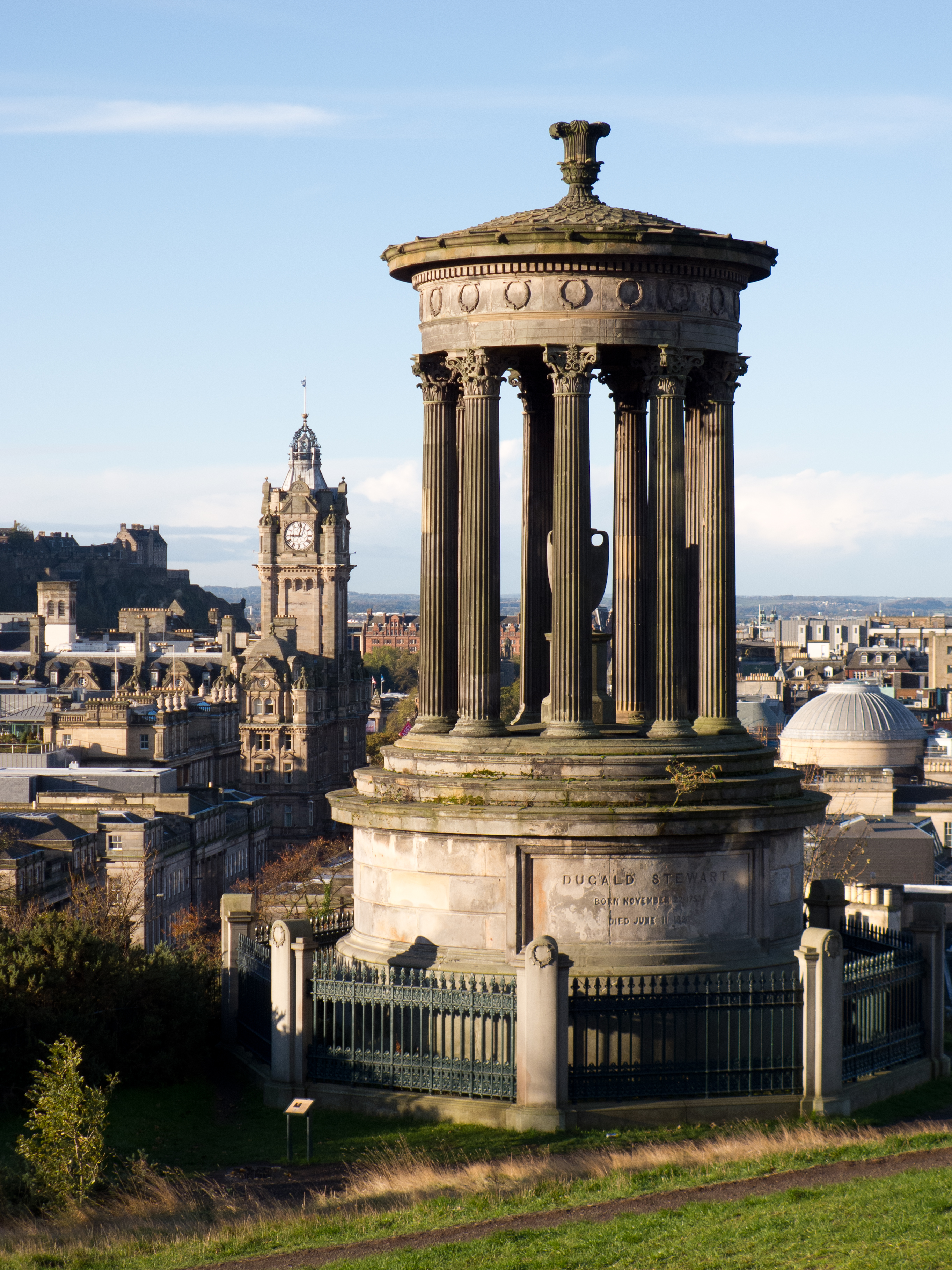
Monument a Dougald Stewart al centre d'Edimburg.

Stewart va escriure extensament sobre metafísica, economia política, ètica, filologia, estètica, psicologia i història de la filosofia i les ciències experimentals. Se'l considera comunament l'última veu de la Il·lustració escocesa i el deixeble més reeixit de Thomas Reid, pare de la filosofia escocesa del sentit comú.
L'exposició més clara del seu pensament es troba a Outlines of Moral Philosophy (1793), un llibre de text pels seus alumnes universitaris. En ell exposa les lleis generals de la natura humana d'acord als criteris inductius de la filosofia experimental.
Altres obres notables seves son Elements of the Philosophy of the Human Mind, publicat en tres volums els anys 1792, 1814 i 1827), que va tenir un forta influència en els pensadors (escola Oriel Noetics) de l'Oriel College de la universitat d'Oxford; Philosophy of the Active and Moral Powers of Man, en dos volums el 1828; i Lectures on Political Economy, també en dos volums i publicat de forma pòstuma el 1856 per William Hamilton.
Fou el primer biògraf d'Adam Smith (1811), autor de la Riquesa de les nacions.